# Lequio Tanaro
Lequio Tanaro är en ort och kommun i provinsen Cuneo i regionen Piemonte i Italien. Kommunen hade 741 invånare (2018).